# 劉建德 (香港)
劉建德，（英語：LAU Kin Tak, Alan），香港機械工程、航天工程、材料科學及產品設計領域學者，香港高等教育科技學院(THEi)第二任校長。

## 職業專才教育及學術生涯
- 1988年柴灣工業學院飛機維修工程高級文憑首屆畢業生[1][2]
- 1996年及1997年墨尔本皇家理工大学航空航天工程學士學位及碩士學位[3]
- 2001年香港理工大學機械工程哲學博士學位[4]
- 2002年香港理工大學助理教授
- 2005年香港理工大學副教授[5]
- 2010年香港理工大學教授[6]
- 2011-2014年上海海事大学客座教授[7]
- 2013年香港理工大學工程學院副院長(產業關係)[8]
- 2013年大學教育資助委員會傑出教學獎得獎者[9]
- 2014年獲Global LearnTech Congress（全球學習科技會議）頒發教育卓越貢獻獎[10]
- 2016年澳洲斯威本理工大學副校長 (科研合作和數碼創新)[11]
- 亞洲大學 (臺灣)創意商品設計學系客座講座教授[12]
- 2022年，郑州轻工业大学特聘教授[13]
- 2022年，辽宁大学客座教授[14]
- 2022年11月，躋身全球「全球最頂尖2%的科學家」，根據史丹福大學編製「2023版科學界作者標準化引文指標數據庫」[15][16]
- 2022年12月12日，香港高等教育科技學院校長[17][18][19]

## 專業資格
- 英国工程委员会 (CEng)特许工程师
- 澳洲特许专业工程师 (CPEng)
- 香港工程师学会资深会员 (FHKIE)
- 机械工程师学会资深会员 (FIMEchE)
- 英国工程设计师协会资深会员 (FIED)
- 英国皇家航空学会资深会员(FRAeS)、材料、矿物和采矿研究所 (FIMMM) 资深会员[20]
- 歐洲科學院院士
- 歐洲科學與藝術院院士
- 中國千人計劃(杭州)–海外專家
- 英國機械工程師學會國際副會長
- 機械工程師協會國際副會長[21]
- 韩国APEC/IPEA专业认证主席
- Nanomaterials，Structural Health Monitoring，International Journal of Smart and Nano-materials国际期刊副主编

## 公職
- 科勁國際(控股)有限公司獨立非執行董事
- 華英中學校董會成員 (2001年至2016年)[22]

## 外部連結
- 劉建德的Facebook專頁
- Prof. Alan LAU Kin-tak （页面存档备份，存于）
- Alan Kin-tak Lau, Swinburne University of Technology （页面存档备份，存于）
- 刘建德教授的領英專頁
- Alan, Kin Tak Lau  Google Scholar （页面存档备份，存于）
- 劉建德校長
- 刘建德教授简介 （页面存档备份，存于）